# Operacja Copperhead

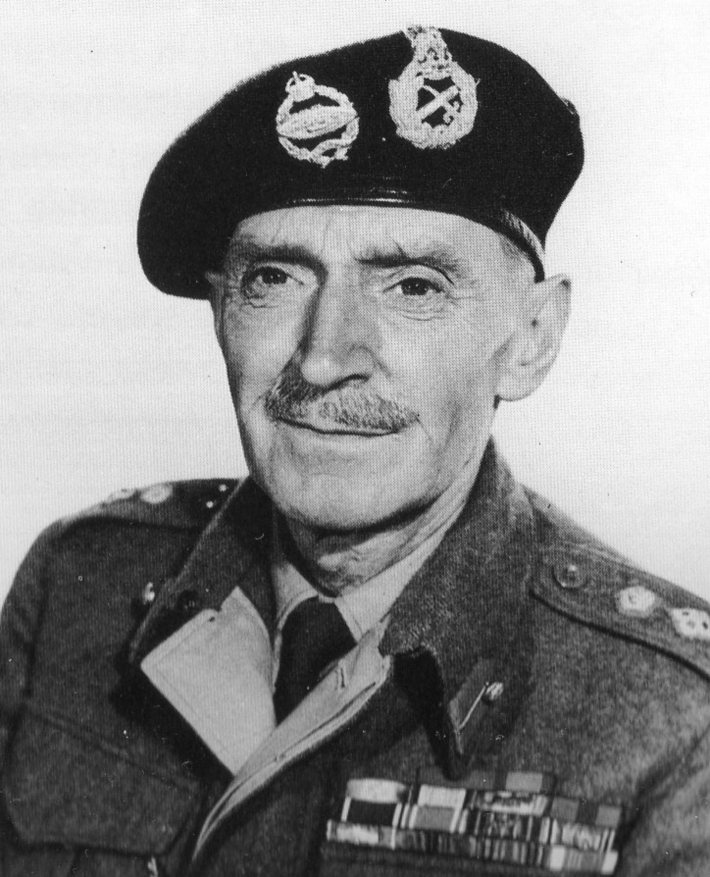
M.E. Clifton James jako Montgomery

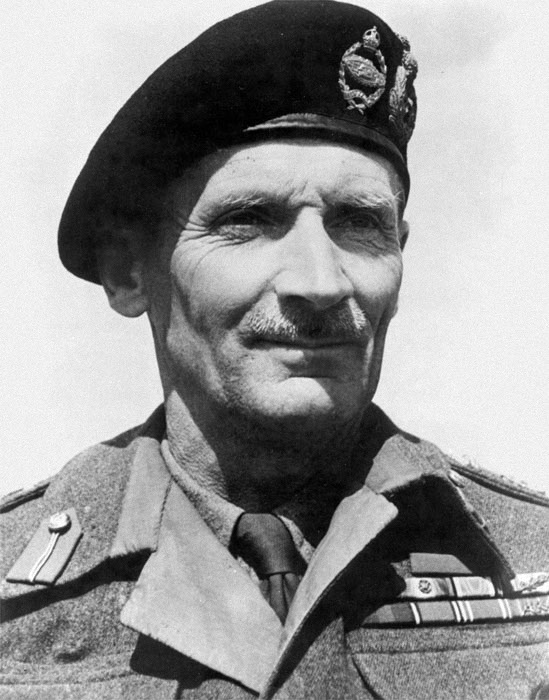
Bernard Law Montgomery w 1944 roku

Operacja Copperhead (pierwotnie o nazwie kodowej „Telescope”) − operacja kontrwywiadu brytyjskiego MI5 w czasie II wojny światowej o dyskusyjnej skuteczności. Była częścią szeroko zakrojonej operacji Bodyguard, której zadaniem było ukrycie przed Niemcami rzeczywistego celu alianckiej inwazji na kontynent europejski w czerwcu 1944 roku. „Copperhead” miała wprowadzić w błąd wywiad niemiecki co do miejsca pobytu generała (późniejszego feldmarszałka) Bernarda Montgomery'ego. Na pomysł przeprowadzenia operacji wpadł oficer MI5 Dudley Clarke na początku roku 1944, po obejrzeniu amerykańskiego filmu wojennego z 1943 roku pod tytułem Five Graves to Cairo.
Montgomery był uważany przez Niemców za jednego z najlepszych dowódców alianckich, który − jak przewidywali − odegra kluczową rolę w akcji forsowania kanału La Manche (tak rzeczywiście się stało, dowodził od 6 czerwca 21 Grupą Armii). Clarke i inni planiści z MI5 uznali, że pojawienie się Montgomery'ego w przededniu inwazji poza Europą przekona przeciwnika, że atak może nastąpić gdzie indziej. Do odegrania roli generała wybrano podobnego do niego aktora Meyricka E. Cliftona Jamesa, który spędził kilkanaście godzin na obserwacji sposobu bycia Montgomery'ego. 27 maja 1944 roku James poleciał do Gibraltaru, a następnie do Algieru, pojawiając się tam, gdzie − zdaniem kontrwywiadu aliantów − mogli go wypatrzyć znani agenci niemieccy. Po zakończeniu tej krótkiej misji został przetransportowany do Kairu i tam, w ukryciu, doczekał chwili pojawienia się Montgomery'ego w Normandii.
Po wojnie Clifton James napisał książkę, na podstawie której nakręcono film fabularny z nim samym w podwójnej roli głównej.

## Tło
W trakcie przygotowań do lądowania w Normandii w roku 1944 alianci przeprowadzili serię działań mających wprowadzić nieprzyjaciela w błąd co do miejsca i czasu inwazji. Sporo czasu zajęło członkom London Controlling Section stworzenie nieistniejącej w rzeczywistości armii, tzw. 1 Grupy Armii, stacjonującej w południowo-wschodniej Anglii nad Cieśniną Kaletańską, naprzeciwko Calais i fikcyjnych planów inwazyjnych. Operacja „Copperhead” była niewielką częścią tego ogromnego przedsięwzięcia. Dudley Clarke, który uprzednio działał w oparciu o bazę w Kairze, nie brał oficjalnie udziału w planowaniu operacji „Bodyguard”.
W styczniu 1944 roku, podczas wizyty w Neapolu, Clarke obejrzał film Five Graves to Cairo, w którym amerykański aktor Miles Mander pojawił się jako Montgomery i − zważywszy na podobieństwo rysów twarzy aktora i generała − wpadł na pomysł wykorzystania go dla wyprowadzenia nieprzyjaciela w pole co do miejsca pobytu Montgomery'ego w dniach bezpośrednio poprzedzających rozpoczęcie operacji Neptune.
Było oczywiste, że Montgomery będzie odgrywał znaczącą rolę w lądowaniu we Francji. Clarke miał nadzieję, że pojawienie się wybitnego alianckiego dowódcy w Gibraltarze i Afryce skłoni Niemców do uwierzenia, że jako pierwsze planowane jest lądowanie w południowej Francji (Operacja Dragoon). Po przybyciu w lutym do Londynu Clarke nakreślił plan operacji Telescope.

## Realizacja
Mandera, aktora z filmu Five Graves to Cairo, odnaleziono w Hollywood, ale okazał się za wysoki. Drugi odkryty sobowtór został ranny w wypadku samochodowym. W końcu ppłk Jervis-Reid, szef sekcji operacji specjalnych B, zobaczył w czasopiśmie News Chronicle zdjęcie aktora Meyricka Cliftona Jamesa. James, przedwojenny australijski aktor, był w czasie wojny zatrudniony w Korpusie Płatniczym Royal Army. Płk David Niven, znany aktor brytyjski, został poproszony o skontaktowanie się z Jamesem i zaoferowanie mu do przejrzenia rzekomych scenariuszy przyszłych filmów wojennych. Dopiero po przybyciu na spotkanie James dowiedział się jaka będzie jego prawdziwa rola. 
James nie był dokładnym sobowtórem Montgomery'ego. Podczas I wojny światowej utracił jeden z palców, więc trzeba było dorobić mu sztuczny. Ponadto nigdy nie latał samolotem, więc zabrano go na przejażdżkę by sprawdzić, czy nie cierpi na chorobę powietrzną. Na koniec pojawił się problem z używkami, bo James − w przeciwieństwie do Motgomery'ego − palił i lubił wypić, więc kierownictwo operacji obawiało się, że to może zniweczyć cały plan. Jednak mimo wszystko i za przyzwoleniem Montgomery'ego, przystąpiono do realizacji. James − udając wojskowego kierowcę − spędził kilkanaście godzin w towarzystwie Montgomery'ego, by poznać jego charakterystyczne grymasy, gesty i pozy. Tak dobrze przyswoił sobie styl bycia oryginału − długi krok, zakładanie rąk na plecy, energiczny sposób salutowania, a nawet szczypanie się w policzek w zamyśleniu − że nawet niektórzy sztabowcy wojsk alianckich nie potrafili ich odróżnić.
Realizatorzy planu rozpowszechniali informacje, że Montgomery będzie podczas inwazji dowodzić całością wojsk lądowych, co było bliskie prawdy. Gdy przygotowania ukończono, 26 maja James odleciał z bazy RAF w Northolt do Gibraltaru, gdzie wylądował następnego dnia pod czujnym okiem niemieckiego punktu obserwacyjnego po drugiej stronie granicy z Hiszpanią. James zjadł śniadanie w towarzystwie brytyjskiego gubernatora, Sir Ralpha Eastwooda, po czym udał się ponownie na lotnisko. Do pałacu gubernatora zaproszono w tym właśnie czasie hiszpańskiego rezydenta, Ignacio Molinę Péreza, o którym wiedziano, że szpieguje dla Niemców. Widząc start samolotu „generała” Pérez pospieszył na drugą stronę granicy, by zatelefonować do agenta niemieckiego wywiadu.
James poleciał do Algieru, gdzie przedefilował otwarcie przez całe lotnisko, by następnie odjechać na spotkanie z generałem Maitlandem Wilsonem, rzekomo dla omówienia lądowania wojsk alianckich w południowej Francji. Wieczorem został przewieziony po cichu do odległej willi, a następnego dnia − już w swoim własnym mundurze − odleciał do Kairu, gdzie trzymano go w ukryciu do chwili, gdy ujawniona została obecność prawdziwego Montgomery'ego we Francji. Tymczasem podwójni agenci w Afryce Północnej jeszcze przez kilka dni informowali wywiad niemiecki o obecności Montgomery'ego na tym terenie.

## Efekty
Dokładny efekt operacji „Copperhead” nie jest łatwy do podsumowania. Podróż Jamesa była uważnie śledzona przez niemieckie dowództwa najwyższego szczebla, a niektórzy podwójni agenci byli proszeni o dalsze informacje o działaniach Montgomery'ego. Nie ma jednak żadnego dowodu, że pojawienie się Montgomery'ego w Afryce Północnej zmieniło niemiecki sposób widzenia. Joshua Levine napisał w roku 2011, że brak reakcji wypływał z faktu przeprowadzenia akcji około 10 dni przed D-Day i że krótka wizyta w Afryce Północnej nie przekładała się na zmianę planów inwazyjnych.
Inną przyczyną takiego stanu rzeczy mogły być majowe poczynania niekontrolowanego przez aliantów agenta z Hiszpanii (sprzedawał Niemcom fikcyjne informacje wywiadowcze), który przekazał szczegółowe informacje o naradzie kilku wysokich rangą alianckich oficerów w Gibraltarze. Z dokumentów znalezionych po wojnie wynika, że Niemcy uznali informację za podejrzaną i że w ten sam sposób mogli podejść do wizyty Montgomery'ego. Operacja „Bodyguard” poczyniła tyle zamieszania w niemieckich sztabach, że pojawienie się Montgomery'ego w Gibraltarze niewiele tu zmieniało. „Armia Pattona”, umieszczona przez „Bodyguard” we wschodniej Anglii, upewniła Hitlera i jego sztabowców, gdzie należy spodziewać się głównego uderzenia.
James nie miał powodów do radości. Chociaż w czasie trwania akcji płacono mu tyle co Montgomery'emu (£10 dziennie), zadanie było wysoce stresujące. Gdy Montgomery pokazał się na froncie w Normandii, James został odesłany do Anglii i do Korpusu Płatniczego z ostrzeżeniem, by zachował wszystko w tajemnicy. Oficer wywiadu Dennis Wheatley napisał w swych wspomnieniach, że w jego odczuciu James został potraktowany „niegodziwie”.

## Odniesienia w kulturze
W roku 1954 James napisał książkę I Was Monty's Double, będącą zapisem całej operacji. W 1958 roku w Hollywood powstał film pod tym samym tytułem (reżyseria John Guillermin), w którym James zagrał samego siebie i Montgomery'ego, zaś John Mills oficera wywiadu. W filmie udramatyzowano przebieg operacji wysyłając za samolotem rzekomego Monty'ego myśliwce Luftwaffe i dokonując niemal udanego porwania „generała” przez niemieckich komandosów. W rzeczywistości nic takiego nie miało miejsca; operacja przebiegała zupełnie spokojnie.